# Проспект Кузнецова
Проспект Кузнецо́ва — проспект в Красносельском районе Санкт-Петербурга. Проходит от улицы Маршала Казакова до Петергофского шоссе в жилом районе Юго-Запад. Расположен между улицей Доблести и Брестским бульваром.

## История
Проспект получил название 28 мая 1979 года в память о советском государственном и партийном деятеле Алексее Александровиче Кузнецове (1905—1950), одном из организаторов обороны Ленинграда, 1-м секретаре Ленинградского обкома и горкома ВКП(б) в 1945—1946 годах, репрессированном и расстрелянном по Ленинградскому делу. Как и у многих улиц Красносельского и Кировского района название проспекта связано с памятью о Великой Отечественной войне и блокаде.
До конца 2000-х годов проспект Кузнецова начинался от Ленинского проспекта. В 2011—2012 годах[уточнить] был построен участок от улицы Маршала Казакова до Ленинского проспекта.
Юридически проспект Кузнецова включал в себя проектный участок от улицы Морской Пехоты до улицы Маршала Казакова. 5 июля 2017 года этот участок исключили из состава проспекта, поскольку, согласно проекту планировки, часть этой трассы вошла в границы будущего депо метрополитена «Красносельское».
17 февраля 1988 года в доме 23 погиб поэт и рок-музыкант Александр Башлачёв.

## Пересечения
С севера на юг (по увеличению нумерации домов) проспект Кузнецова пересекают следующие улицы:
- улица Маршала Казакова — проспект Кузнецова примыкает к ней;
- Ленинский проспект — пересечение;
- улица Маршала Захарова — пересечение;
- улица Рихарда Зорге — пересечение;
- Петергофское шоссе — проспект Кузнецова примыкает к нему.

## Транспорт
Ближайшие к проспекту Кузнецова станции метро — «Проспект Ветеранов» (около 3,7 км по прямой от конца проспекта), «Автово» (около 3,9 км по прямой от начала проспекта), «Кировский завод» (около 4,3 км по прямой от начала проспекта) и «Ленинский проспект» (около 4,5 км по прямой от начала проспекта) 1-й (Кировско-Выборгской) линии.
На расстоянии около 2,1 км по прямой от начала проспекта Кузнецова, у пересечения улицы Маршала Казакова с проспектом Маршала Жукова, в 2023 году планируется открытие станции «Юго-Западная» 6-й (Красносельско-Калининской) линии.
По проспекту Кузнецова проходят автобусные маршруты № 26 и 260.

## Общественно значимые объекты
- детский сад № 69[10][11][12] — дом 18, корпус 2;
- школа № 375 — дом 19;
- школа № 131 (дошкольное отделение) — дом 23, корпус 2;
- гимназия № 271 им. П. И. Федулова — дом 25, корпуса 2 и 3;
- школа № 131 (дошкольное отделение) — дом 26, корпус 2;
- автоматическая телефонная станция (у пересечения с улицей Рихарда Зорге) — дом 28;
- отделение «Сбербанка» (у примыкания к Петергофскому шоссе) — Петергофское шоссе, дом 17, корпус 1.